# Friederike Romberg
Friederike Romberg (* 9. Januar 1985 in Bonn) ist eine deutsche Beachvolleyball- und Volleyballspielerin.

## Sportliche Karriere Halle
1994 begann Friederike Romberg mit dem Hallenvolleyball beim USC Münster und spielte dann beim SuS Olfen. Nach ihrem Wechsel zur FT Adler Kiel gelang ihr 2009 der Aufstieg in die Zweite Bundesliga, wo sie dann ab 2009/10 für den Kieler TV spielte. Nach einem zwölften Platz 2009/10 stieg der KTV wieder in die Regionalliga Nord ab, wo 2010/11 der zweite Platz erreicht wurde. Nach einem dritten Platz 2011/12 wurde Friederike Romberg mit dem KTV 2012/13 Vizemeister in der neugeschaffenen Dritten Liga.

## Sportliche Karriere Beach
2000 startete die gebürtige Bonnerin parallel zur Halle ihre Beachvolleyballkarriere. Zunächst spielte sie an der Seite von Susann Nitzsche. Bei ihrem einzigen Turnier mit Geeske Banck wurde sie 2003 Zweite bei der U 23 Europameisterschaft in Polen. Im gleichen Jahr wurde die gebürtige Bonnerin mit Sara Goller U 20 Europameisterin in Salzburg. 2004 spielte Friederike Romberg mit Claudia Lehmann, 2005 mit Maria Kleefisch und 2006 mit Ruth Flemig. Romberg/Kolokotronis gewannen bei den Studentenweltmeisterschaften auf Zypern in diesem Jahr die Silbermedaille. Nach einer Beachpause 2007 spielte Friederike Romberg nur noch sporadisch Beachvolleyball, vor allem mit ihrer Schwester Anna.